# Agoiolo
Agoiolo è una frazione del comune cremonese di Casalmaggiore, posta a nord-ovest del centro abitato.

## Storia
Già nel Quattrocento il comune di Casalmaggiore ottenne dai Visconti speciali autonomie e privilegi, onde mantenersi fedele questa località strategica sul Po oggetto delle mire veneziane. Tra questi vantaggi, ci fu quello di mantenere un certo potere sui paesi vicini, fra cui Agoiolo e la sua parrocchia. Con l’imperatrice Maria Teresa, questa autorità assunse la forma di una separata amministrazione di tipo provinciale, mentre fu con Napoleone che i comuni vennero soppressi e tutto il territorio venne unificato nella Città di Casalmaggiore.
Una speciale dispensa continuò comunque a configurare separatamente l’ex comune ai fini censuari, con confini ufficialmente definiti.